# Gmina Kamieniec Ząbkowicki
Gmina Kamieniec Ząbkowicki je polská městsko-vesnická gmina v okrese Ząbkowice Śląskie v Dolnoslezském vojvodství. Sídlem gminy je ves Kamieniec Ząbkowicki.
Gmina má rozlohu 96,24 km² a zabírá 12 % rozlohy okresu. Skládá se ze 14 starostenství.

## Částí gminy
starostenství
- Byczeń
- Chałupki
- Doboszowice
- Kamieniec Ząbkowicki (Kamieniec Ząbkowicki I a Kamieniec Ząbkowicki II)
- Mrokocin
- Ożary
- Pomianów Górny
- Sławęcin
- Sosnowa
- Starczów
- Suszka
- Śrem
- Topola

bez statusu starostenství
- Pilce

## Sousední gminy
Bardo, Paczków, Ząbkowice Śląskie, Ziębice, Złoty Stok